# Aron Winter
Aron Mohammed Winter (Paramaribo, 1 maart 1967) is een voormalig Nederlands profvoetballer en trainer van Surinaamse afkomst. Hij speelde negen seizoenen voor Ajax, waarmee hij onder meer de UEFA Cup en de European Cup Winners' Cup won. Winter speelde vierentachtig interlands en maakte ook deel uit van de Nederlandse selectie die het EK van 1988 won.

## Loopbaan

### Jeugd
Winter werd geboren in Paramaribo onder hindoestaanse ouders en verhuisde op jonge leeftijd naar Lelystad, waar hij het voortgezet onderwijs bij Het Roer volgde. Hij voetbalde aanvankelijk bij de amateurs van SV Lelystad '67, alvorens op zestienjarige leeftijd de overstap naar Ajax te maken.

### Ajax
Hij debuteerde op 6 april 1986 in de Eredivisie, toen hij in de wedstrijd Ajax - FC Utrecht (3–0) inviel voor Frank Rijkaard en het derde doelpunt voor Ajax maakte. Winter kwam in zijn eerste seizoen 1985/86 viermaal voor Ajax uit in de competitie, waarin hij een keer wist te scoren. Datzelfde jaar won hij met Ajax de European Cup Winners' Cup en in 1992 de UEFA Cup. Hij speelde zeven seizoenen bij Ajax, waarin hij verder nog tweemaal de beker won en eenmaal de Eredivisie. Hij kwam tot 241 wedstrijden in zijn eerste periode voor Ajax, waarin hij 56 doelpunten maakte.

### SS Lazio
De middenvelder vertrok na het winnen van de Europacup II, de UEFA Cup, twee landstitels en een bekerwinst in de zomer van 1992 voor zeven miljoen gulden naar SS Lazio. Daar speelde hij vier seizoenen, waarin hij tot 165 wedstrijden kwam. Hierin was hij goed voor 26 doelpunten.

### Internazionale
Na vier dienstjaren bij de Romeinen verhuisde hij naar Internazionale, waar hij een contract voor drie seizoenen tekende. In 1998 won hij met de Milanezen de UEFA Cup. Bij Internazionale had hij een wat defensievere rol, waardoor hij in drie seizoenen slechts tot drie doelpunten kwam in 119 wedstrijden voor de Italiaanse club.

### Terugkeer naar Ajax en verhuur aan Sparta
In 1999 haalde Ajax de routinier terug naar Amsterdam, voor een transfersom van drie miljoen gulden. In zijn eerste seizoen was hij belangrijk en kwam hij tot 41 wedstrijden en drie goals. Co Adriaanse stelde echter in het seizoen 2000/01 geen belang in Winter, die slechts 22 wedstrijden speelde in alle competities, zijn minste aantal sinds zijn debuut seizoen.
Daarna speelde hij in het seizoen 2001/02 een seizoen op huurbasis zijn laatste wedstrijden in de Eredivisie bij Sparta Rotterdam. Hij kwam tot veertig wedstrijden in alle competities, maar degradeerde onder trainer Frank Rijkaard voor het eerst in de historie van Sparta Rotterdam uit de Eredivisie. Vervolgens keerde hij terug bij Ajax.
In zijn laatste seizoen bij Ajax onder trainer Ronald Koeman zou hij nog één wedstrijd spelen. Zijn laatste profwedstrijd was op 2 oktober 2002 in de UEFA Champions League; uit tegen Rosenborg BK speelde Ajax doelpuntloos gelijk.

### Statistieken
| Seizoen | Club               | Competitie | Competitie | Competitie | Beker | Beker | Internationaal | Internationaal | Overig | Overig | Totaal | Totaal |
| Seizoen | Club               | Competitie | Wed.       | Dlp.       | Wed.  | Dlp.  | Wed.           | Dlp.           | Wed.   | Dlp.   | Wed.   | Dlp.   |
| ------- | ------------------ | ---------- | ---------- | ---------- | ----- | ----- | -------------- | -------------- | ------ | ------ | ------ | ------ |
| 1985/86 | Ajax               | Eredivisie | 4          | 1          | 0     | 0     | 0              | 0              | –      | –      | 4      | 1      |
| 1986/87 | Ajax               | Eredivisie | 28         | 8          | 5     | 1     | 9              | 1              | –      | –      | 42     | 10     |
| 1987/88 | Ajax               | Eredivisie | 34         | 6          | 3     | 0     | 9              | 1              | 2      | 0      | 48     | 7      |
| 1988/89 | Ajax               | Eredivisie | 27         | 6          | 2     | 3     | 2              | 0              | –      | –      | 31     | 9      |
| 1989/90 | Ajax               | Eredivisie | 32         | 10         | 4     | 0     | 2              | 0              | –      | –      | 38     | 10     |
| 1990/91 | Ajax               | Eredivisie | 32         | 6          | 2     | 1     | –              | –              | –      | –      | 34     | 7      |
| 1991/92 | Ajax               | Eredivisie | 30         | 9          | 2     | 0     | 12             | 3              | –      | –      | 44     | 12     |
| 1992/93 | Lazio              | Serie A    | 30         | 6          | 6     | 2     | –              | –              | –      | –      | 36     | 8      |
| 1993/94 | Lazio              | Serie A    | 34         | 4          | 2     | 0     | 4              | 1              | –      | –      | 40     | 5      |
| 1994/95 | Lazio              | Serie A    | 29         | 5          | 6     | 1     | 8              | 0              | –      | –      | 43     | 6      |
| 1995/96 | Lazio              | Serie A    | 30         | 6          | 3     | 0     | 4              | 1              | –      | –      | 37     | 7      |
| 1996/97 | Internazionale     | Serie A    | 24         | 0          | 7     | 1     | 11             | 0              | –      | –      | 42     | 1      |
| 1997/98 | Internazionale     | Serie A    | 24         | 0          | 3     | 1     | 8              | 0              | –      | –      | 35     | 1      |
| 1998/99 | Internazionale     | Serie A    | 28         | 1          | 6     | 0     | 7              | 0              | 1      | 0      | 42     | 1      |
| 1999/00 | Ajax               | Eredivisie | 34         | 3          | 1     | 0     | 5              | 0              | 1      | 0      | 41     | 3      |
| 2000/01 | Ajax               | Eredivisie | 17         | 1          | 1     | 0     | 4              | 0              | –      | –      | 22     | 1      |
| 2001/02 | → Sparta Rotterdam | Eredivisie | 32         | 1          | 4     | 0     | –              | –              | 4      | 0      | 40     | 1      |
| 2002/03 | Ajax               | Eredivisie | 0          | 0          | 0     | 0     | 1              | 0              | –      | –      | 1      | 0      |
| Totaal  | Totaal             | Totaal     | 469        | 73         | 57    | 10    | 86             | 7              | 8      | 0      | 620    | 90     |

## Nederlands elftal
Hij nam deel aan het Europees kampioenschap voetbal onder 21 - 1988 waar Nederland de halve finale bereikte. In de verloren halve finale van het EK 2000 tegen Italië werd Winter Nederlands recordinternational door zijn vierentachtigste interland te spelen. De uitschakeling betekende tevens het einde van zijn interlandloopbaan. Frank de Boer verbrak zijn record op 11 oktober 2002 door deelname aan de wedstrijd Nederland - Portugal (0–2). Sindsdien hebben meerdere internationals de middenvelder gepasseerd op de ranglijst. In 1988 werd Winter als reservespeler Europees kampioen in West-Duitsland, maar kwam op dit toernooi niet in actie. Winter maakte van 1988 tot 2000 in totaal vier Europees kampioenschappen en drie wereldkampioenschappen mee.

## Carrière als trainer
Op 7 december 2005 ontving Winter het KNVB-diploma Coach Betaald Voetbal, waarmee hij een trainerscarrière kon beginnen. In 2006 werd hij trainer van de beloftes van Ajax, waar hij in 2009 vertrok.
Op 14 december 2010 werd Winter gekozen in de ledenraad van Ajax. Dit gebeurde na een oproep van Johan Cruijff om meer oud-voetballers in de ledenraad te krijgen.
Winter tekende op 6 januari 2011 een contract bij het Canadese Toronto. Bob de Klerk kwam als assistent-trainer met hem over van Ajax naar Toronto.  Na een slechte openingswedstrijd (4–2-verlies bij Vancouver Whitecaps op 19 maart) won Winters team de daaropvolgende wedstrijd bij Portland Timbers met 2–0. Beide doelpunten kwamen op naam van de Nederlander Javier Martina. Na een reeks teleurstellende resultaten stapte Winter op 7 juni 2012 op als trainer van Toronto, waar hij in zowel 2011 als 2012 de Canadese landstitel won. Hij werd vervangen door de Engelse oud-international Paul Mariner.
In augustus 2016 volgde Winter Patrick Kluivert op als trainer van Ajax onder 19, waarmee hij datzelfde seizoen kampioen werd.
In juli 2017 werd Winter assistent-trainer bij Ajax onder Erik ten Hag. Hiermee haalde hij in 2019 de halve finale van de UEFA Champions League.
Eind juli 2019 werd Winter aangesteld als assistent-bondscoach bij Griekenland, onder zijn oud-ploeggenoot van Ajax bondscoach John van 't Schip. Eind 2021 liep hun contract af.
In september 2022 trad hij aan als interim bondscoach van het Surinaamse voetbalelftal en van maart 2023 tot en met december 2023 is hij bondscoach.
In februari 2025 werd hij assistent van Van 't Schip bij het Armeens voetbalelftal.

## Erelijst
Als speler
| Competitie                |        |                  |      |      |
| Competitie                | Aantal | Jaren            |      |      |
| Ajax                      | Ajax   | Ajax             | Ajax | Ajax |
| ------------------------- | ------ | ---------------- | ---- | ---- |
| Continentaal              |        |                  |      |      |
| UEFA Cup                  | 1x     | 1991/92          |      |      |
| European Cup Winners' Cup | 1x     | 1986/87          |      |      |
| Nationaal                 |        |                  |      |      |
| Eredivisie                | 1x     | 1989/90          |      |      |
| KNVB beker                | 2x     | 1985/86, 1986/87 |      |      |
| Johan Cruijff Schaal      | 1x     | 2002             |      |      |
| Internazionale            |        |                  |      |      |
| UEFA Cup                  | 1x     | 1997/98          |      |      |

| Competitie | Winnaar   | Winnaar   | Runner-up | Runner-up | Derde     | Derde     |
| Competitie | Aantal    | Jaren     | Aantal    | Jaren     | Aantal    | Jaren     |
| Nederland  | Nederland | Nederland | Nederland | Nederland | Nederland | Nederland |
| ---------- | --------- | --------- | --------- | --------- | --------- | --------- |
| UEFA EK    | 1x        | 1988      |           |           |           |           |

Als trainer
| Canadian Championship | 2x | 2011, 2012 |

Als assistent-trainer
| Eredivisie | 1x | 2018/19 |
| KNVB beker | 1x | 2018/19 |

## Trivia
- Winter speelde op 16 december 1998 mee in het FIFA-wereldelftal,[11] dat ter gelegenheid van het honderdjarige bestaan van de Federazione Italiana Giuoco Calcio aantrad tegen Italië en in het Olympisch Stadion met 6-2 verloor. Gabriel Batistuta en George Weah scoorden voor het gelegenheidsteam. Winter startte in de basis en moest na 45 minuten plaatsmaken voor Julen Guerrero.